# Neòfit III
Neòfit II (en grec Νεόφυτος Γ') va ser patriarca de Constantinoble de mitjans de juny de l'any 1636 fins al 5 de març de 1637. Va succeir al patriarca Ciril II de Constantinoble. Va dimitir del càrrec perquè no va poder assumir els grans deutes que tenia el patriarcat, ja que devia uns 100.000 akçes als otomans, als occidentals, als armenis i als jueus. Quan va dimitir va tornar a pujar a la seu del patriarcat Ciril Lucaris.